# Талакамани
Талакамани — царь Куша (Нубия) в 435—431 годах до н. э.

## Биография
Тронное имя Талакамани неизвестно. Возможно, он был сыном Насахмы и младшим братом Малиевиебамани. Также предполагается, что Талакамани мог являться сыном Малиевиебамани.
О Талакамани известно со стелы, которая находится теперь в Бостоне. Согласно надписи в Kaве, он умер в своем дворце в Мероэ. Его трон в возрасте 41 года унаследовал Аманинетеиерике.
Похоронен в Нури — пирамида № 16.